# Tenuiphantes plumipes
Tenuiphantes plumipes là một loài nhện trong họ Linyphiidae.
Loài này thuộc chi Tenuiphantes. Tenuiphantes plumipes được Andrei V. Tanasevitch miêu tả năm 1987.